# Dopady evropské migrační krize v Itálii
Itálie je již od počátku takzvané evropské migrační krize tranzitní zemí migrantů, jelikož tudy prochází Středomořská migrační trasa. Většina migrantů pokračuje dále napříč Apeninským poloostrovem do Francie, Rakouska, Německa a dalších států převážně západní a severozápadní Evropy.
Cesta do Itálie přes Středozemní moře bývá často velmi draze vykoupena. Uprchlíci podnikající velmi drahou cestu za lepším se často dočkají zcela opačného osudu, ke kterému se potom stydí přiznat příbuzným. Převaděči je převádí za velmi nebezpečných podmínek, v ohrožení je jejich život, ženy jsou často znásilňovány a děti bity a traumatizovány. Mnoho lidí zemřelo při převádění přímo na moři například po potopení jejich plavidla.

## Vývoj krize
V roce 2015 dorazilo do Itálie podle Úřadu vysokého komisaře OSN pro uprchlíky (UNHCR) kolem 152 700 uprchlíků.
V roce 2016 se začal zvyšovat počet běženců využívajících středomořskou trasu. Od ledna do dubna připlulo podle UNHCR ze severní Afriky do Itálie téměř 20 tisíc migrantů.
Za celý rok 2018 dorazilo do Itálie přes Středozemní moře 23 370 migrantů. Kromě lodí pobřežní stráže a vojenského námořnictva zachraňovaly uprchlíky také neziskové organizace, např. Proactiva Open Arms (Španělsko), Sea-Watch (Německo, loď Sea-Watch 3), SOS Méditerranée (loď Aquarius) nebo Mediterranea Saving Humans (Itálie, loď Alex).
V červnu roku 2018 se novým ministrem vnitra stal Matteo Salvini, předseda Ligy Severu. Ten prosazoval tvrdou protiimigrační politiku a ostře vystupoval proti posádkám humanitárních lodí. Jeho politika výrazně snížila počet migrantů připlouvajících do Itálie.
V roce 2019 došlo k rozpadu koalice Ligy Severu a Hnutí pěti hvězd. V Itálii vznikla nová vláda, tvořená Demokratickou stranou a Hnutím pěti hvězd. Tato nová vláda začala prosazovat dohodu o dočasném systému automatického přerozdělování migrantů, premiér Giuseppe Conte také navrhoval finanční postih pro země, které nebudou chtít uprchlíky přijímat. Na základě těchto návrhů se Itálie dohodla na spolupráci s Německem, Francií a Maltou. Kromě těchto států uprchlíky z Itálie přijímaly také Irsko, Lucembursko, Nizozemsko, Norsko, Portugalsko a Rumunsko.